# Церковь Свв. Петра и Моисея в Солине
Церковь Свв. Петра и Моисея в Солине (хорв. Krunidbena crkva sv. Petra i Mojsija), также Полая церковь (хорв. Šuplja crkva) — памятник романской архитектуры середины XI века, расположенный в Солине. Памятник расположен на берегу р. Ядро на территории одного из древних кладбищ античной Салоны.
Эта церковь считается местом коронации хорватских королей, так как есть документальные подтверждения того, что в 1075 году здесь был коронован Дмитар Звонимир легатом папы Григория VII Гебизоном.

## Архитектура
Церковь Свв. Петра и Моисея возведена на месте намного большей раннехристианской кладбищенской базилики VI века с трансептом и большой выступающей апсидой, полукруглой изнутри и снаружи. Остатки первой церкви видны до сих пор. Исследования, проведенные археологами и основанные на стратиграфии слоев, свидетельствуют о том, что предшествовавшая церковь была разобрана перед сооружением новой коронационной, которая практически полностью состоит из архитектурных элементов более ранней церкви.

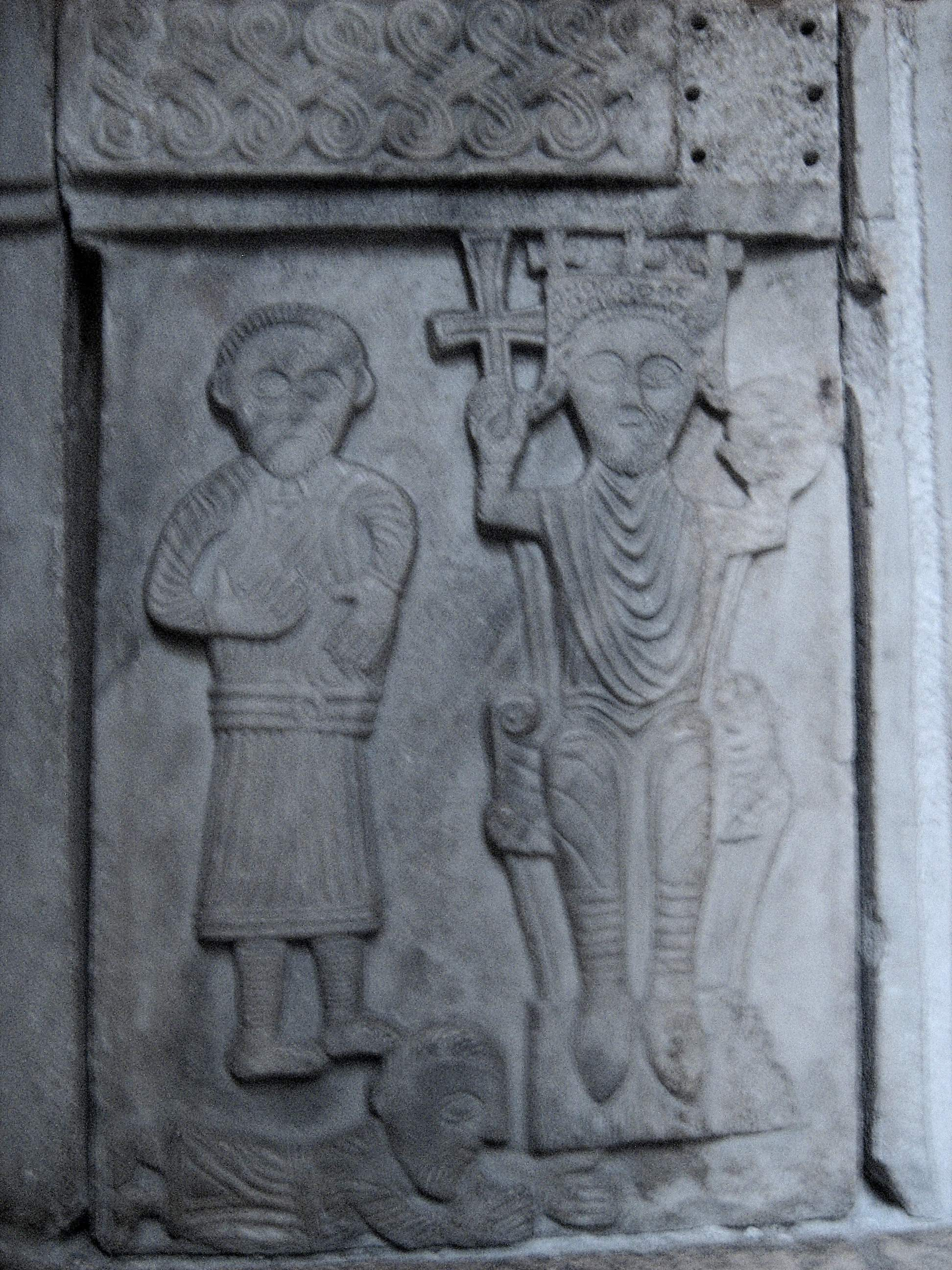
Плита иконостаса, ставшая позднее одной из стенок купели сплитского баптистерия. Мрамор, XI в.

В архитектуре церкви смешались романские, дороманские и византийские элементы. Это была трехнефная базилика с нартексом и пятью парами пилонов, что является типичной чертой романской архитектуры. При этом восточная стена осталась ровной, а прямоугольная центральная и полукруглые боковые апсиды расположены в толще стены. Такое архитектурное решение указывает на дороманские строительные практики. В притворе сохранились остатки лестницы, возможно у церкви была колокольня или вестверк. В нартаксе также находился римский саркофаг.
Трехчастный иконостас с тремя входами в пресбитерий, встречающийся довольно редко в этой местности, является характерным элементом византийской архитектуры. Алтарная белокаменная резная преграда из уникальна: рельефная плита, на которой изображен правитель по образу композиции «проскинеза», заимствованного из византийского дворцового церемониала. В этом рельефе Эйнар Дыггве видел изображение царя Звонимира, принимающего своих подданных после коронации. По другим мнениям, на рельефе изображен Петар Крешимир IV или Христос Пантократор. Позднее эта плита была использована как одна из стен купели сплитского баптистерия, возведенного в античном храме Юпитера. На вершине царских врат иконостаса вырезана латинская надпись: «Святой Петр, прими дар честного Моисея, слуги твоего».

## Современный статус
Первые раскопки на этом месте были проведены в 1920-х годах. В 1950-е годы были проведены некоторые реставрационные работы, но наиболее серьёзные археологические исследования прошли в 1990—1993 годах.
Памятник признан недвижимой культурной ценностью и ему присвоен статус охраняемой культурной ценности. Несмотря на то, что церковь в большей степени исследована и законсервирована, она все ещё находится под угрозой из-за вод рядки Ядро[уточнить] и проходящей рядом дороги.